# Juventudes Andalucistas

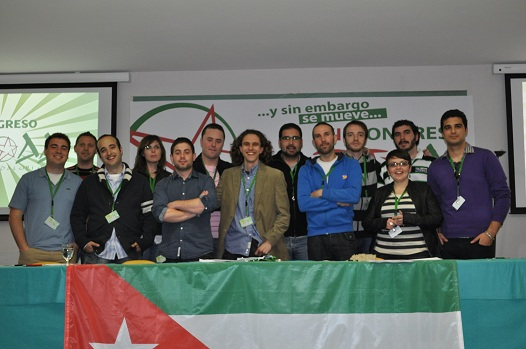
Foto de família de la direcció de Juventudes Andalucistas després del XIIè Congrés (2011)

Juventudes Andalucistas (Joventuts Andalusistes, JJAA) és una organització juvenil andalusa que se situa en el nacionalisme andalús d'esquerra. Va ser fundada a Còrdova el 1983.
L'organització ha estat tradicionalment vinculada al Partit Andalusista (PA), però després de la dissolució del partit l'any 2015, la direcció de JJAA va decidir seguir endavant de manera autònoma amb el seu projecte polític nacionalista enfocat a la joventut.

## Història
Les Juventudes Andalucistas es van constituir a la ciutat de Còrdova al juliol de 1983 per un grup de joves adscrits al nacionalisme andalús. Encara que no tots militaven en el llavors Partit Socialista d'Andalusia (PSA), que poc després va canviar la seva denominació a Partit Andalusista (PA), van ser reconeguts com a organització juvenil d'aquest Partit.
El setembre de 2015, davant el Congrés convocat pel Partit Andalusista per decidir si continuaven amb la seva activitat, les JJAA van anunciar que es desmarcaven de la decisió del partit i que els joves andalusistes seguirien en actiu.

## Estructura
Al llarg de la seva història, la forma d'estructurar-se de JJAA ha anat modificant-se en funció de les circumstàncies socials i polítiques de l'organització. Si bé gairebé sempre ha recaigut la màxima representativitat en un secretari general, en algunes fases de la història aquesta direcció ha estat compartida amb un president, i fins i tot exercida de forma col·legiada per tota la Junta Nacional.

### Secretaris generals
| Període     | Secretari General            |
| ----------- | ---------------------------- |
| 1984-1986   | Sebastián Chávez de Diego    |
| 1986-1987   | José Luis Villar Iglesias    |
| 1988-1990   | Julián Álvarez Ortega        |
| 1990-1993   | Manuel Lazpiur Rodríguez     |
| 1993-1998   | Víctor Fuentes Guerra        |
| 1998-2001   | Antonio J. Rodríguez         |
| 2001-2003   | Jesús González Suárez        |
| 2003-2005   | José Luis Acevedo            |
| 2005-2011   | Miguel Ángel Jiménez         |
| 2011-2013   | David J. Gómez               |
| 2013-2016   | Francisco Benítez de la Lama |
| Des de 2016 | Adrián Sánchez Lora          |

## Activitat

### Consell de la Joventut d'Andalusia
Les JJAA formen part del Consell de la Joventut d'Andalusia des de la seva fundació el 1985, i al llarg de la seva història han format part de la Comissió Permanent en diverses ocasions.

### Consell de la Joventut d'Espanya
Federación Concordia és una organització composta per organitzacions juvenils nacionalistes o regionalistes de diferents punts d'Espanya, entre els quals es troben les pròpies JJAA i les organitzacions juvenils del Partit Regionalista de Cantàbria (PRC), Coalició Canària (CC), el Partit Riojano i Rolde Choben, joventuts del Partit Aragonès (PAR). En l'actualitat, les JJAA participen en les activitats del Consell de la Joventut d'Espanya en qualitat d'Entitat de Ple Dret.

### Aliança Lliure Europea de Joves[4]
Les JJAA són també fundadores de l'Aliança Lliure Europea de Joves (EFAY), branca juvenil de l'Aliança Lliure Europea, i ocuparen des de 2011 fins a 2016 un lloc dins de la direcció de l'organització, primer amb David Gómez Bellido i després amb Pablo Peñuela.